# فن فیکشن

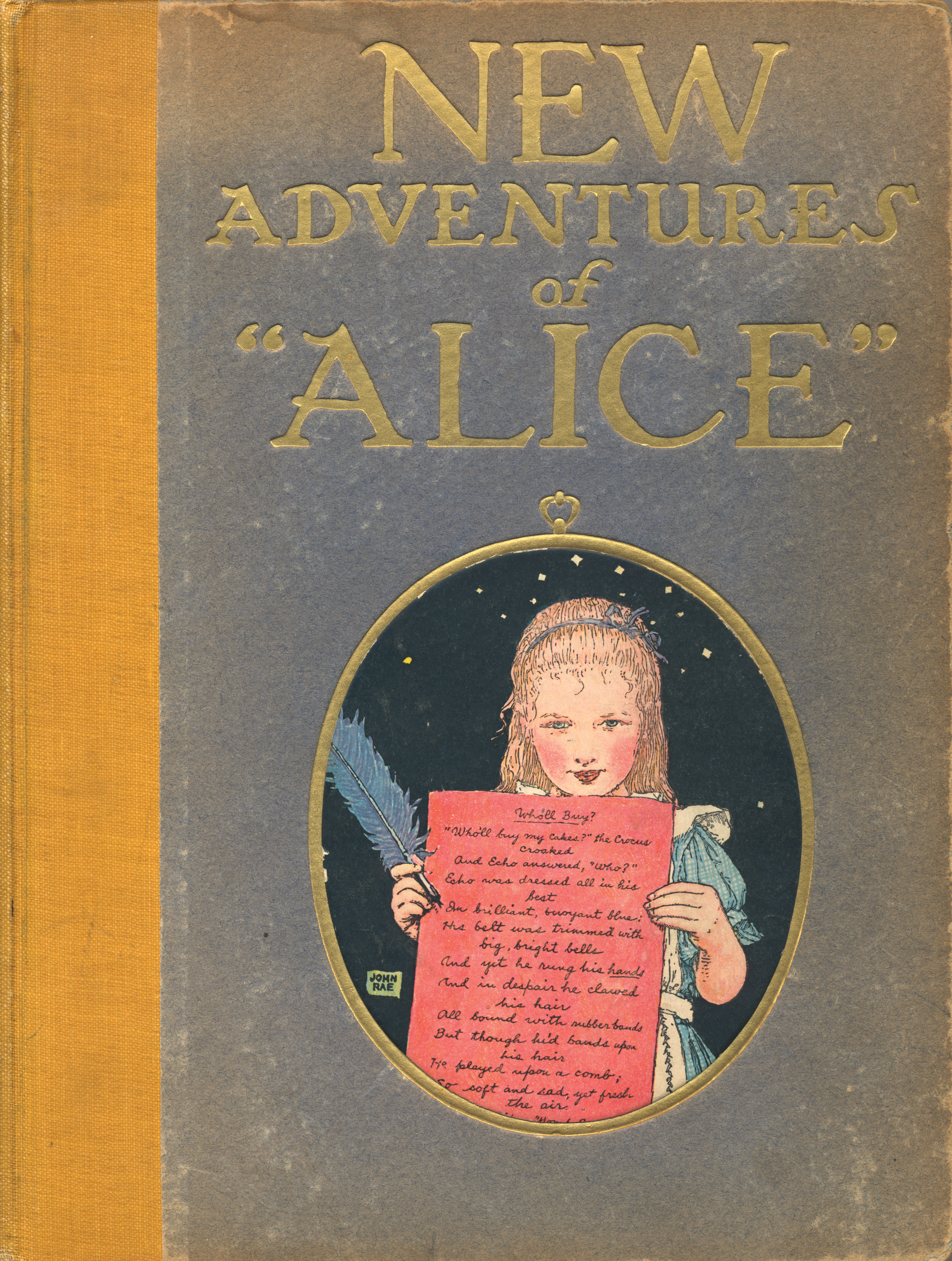
ماجراهای جدید آلیس (۱۹۱۷) از جان ری، یک نمونهٔ اولیه از فن فیکشن

فن فیکشن یا فن‌فیکشن (به‌طور خلاصه فن فیک، فن‌فیک یا فیک، (به انگلیسی: Fan fiction)، داستانی تخیلی‌ است که توسط طرفداران یک کتاب، مجموعهٔ تلویزیونی، فیلم، گروه موسیقی، ورزشکاران و… نوشته می‌شود.
نویسندگان این داستان‌ها با الهام از شخصیت‌ها و ساختار داستان‌های نویسندگان اصلی، حکایت جدیدی را در قالبی نو پی‌ریزی می‌کنند. این مجموعه‌ها معمولاً به‌طور رسمی منتشر نمی‌شوند و در ابتدا تنها در مجلات طرفداران جای می‌گرفتند. اما امروزه همچون دیگر فعالیت‌های هواداران به سادگی قابل دست‌یابی در اینترنت‌اند‌.
در اکثر فن فیکشن‌ها توجه زیادی به روابط شخصی اشخاص آن داستان می‌شود، به همین دلیل استفاده از آمیزش جنسی در این نوع رمان ها کاملا رایج است.
اکثر نویسندگان این آثار تلاش بر انتشار آنها به صورت رسمی و چاپ شده دارند، اما به دلیل آنکه این آثار به طور کلی یک نوع سرقت ادبی محسوب می‌شوند، معمولا اجازه چاپ به آنها داده نمی‌شود. علاوه بر آن وجود مطالبی که متناسب برای چاپ نیست دریافت مجوز برای این آثار را سخت تر می‌کند. پس نویسندگان معمولاً اجبار برای دیده شدن آثار خود دست به چاپ غیرقانونی این مطالب می‌زنند.